# Trnávka (Pardubice)
Trnávka é uma comuna checa localizada na região de Pardubice, distrito de Pardubice.